# Sourdeval-les-Bois

Sourdeval-les-Bois este o comună în departamentul Manche, Franța. În 2009 avea o populație de 168 de locuitori.